# Бакнер, Брайан
Брайан Бакнер (англ. Brian Buckner) — американский сценарист, известный в основном по работе над такими ситкомами, как «Спин-Сити» и «Друзья». Он также был соисполнительным продюсером вампирского сериала HBO «Настоящая кровь». До 2005 года он часто работал с партнёром по сценарию Себастьяном Джонсом.

## Карьера на телевидении

### Спин-Сити
- 1.4 Гордость и предубеждение
- 1.12 Крест на кресте
- 1.18 Занесённые снегом
- 1.24 Мэр над Майами
- 2.9 Семейный роман: Часть 1
- 2.21 Пока, пока, птички
- 3.4 Охотник на оленей
- 3.14 Чокнутый вице-мэр

### Друзья
- 2.21 Эпизод с хулиганами
- 7.6 Эпизод со спящими
- 7.13 Эпизод, в котором Розита умирает
- 7.16 Эпизод со всей правдой о Лондоне
- 7.17 Эпизод с дешёвым свадебным платьем
- 7.22 Эпизод с отцом Чендлера
- 8.5 Эпизод со свиданием Рэйчел
- 8.10 Эпизод с сапожками Моники
- 8.14 Эпизод про тайный чулан
- 8.21 Эпизод с курсами кулинарии
- 9.3 Эпизод с педиатром
- 9.12 Эпизод с крысами Фиби
- 9.17 Эпизод с поминками
- 9.18 Эпизод с лотереей
- 10.3 Эпизод c загаром Росса

### Настоящая кровь
- 1.04 Побег из Дома Дракона
- 1.09 Удовольствие от любви
- 2.04 Танцы и тряски
- 2.06 Жестокосердечная Ханна
- 3.01 Дурная кровь
- 3.07 Падшие
- 4.02 Ты пахнешь словно ужин
- 4.09 Давай уйдём отсюда
- 5.01 Обернись! Обернись! Обернись!
- 5.07 В начале
- 6.09 Вопросы жизни
- 7.03 Сейчас рванёт!
- 7.09 Любовь это смерть
- 7.10 Спасибо

### Бойтесь ходячих мертвецов
- 2.06 Как лань
- 2.13 Дата смерти